# Thereva chrysargyra
Thereva chrysargyra är en tvåvingeart som beskrevs av Seguy 1953. Thereva chrysargyra ingår i släktet Thereva och familjen stilettflugor. Inga underarter finns listade i Catalogue of Life.